# Ронні Розенталь
Ронні Розенталь (івр. רוני רוזנטל, нар. 11 жовтня 1963, Хайфа) — ізраїльський футболіст, що грав на позиції нападника за «Маккабі» (Хайфа), бельгійські та англійські клубні команди, а також за національну збірну Ізраїлю.

## Клубна кар'єра
Народився 11 жовтня 1963 року в місті Хайфа. Вихованець системи підготовки гравців «Маккабі» (Хайфа). У дорослому футболі дебютував 1980 року виступами за головну команду хайфського клубу, в якій провів шість сезонів, взявши участь у 111 матчах чемпіонату. За цей час двічі, у 1984 і 1985 роках, виборював титул чемпіона Ізраїлю.
Влітку 1986 року перебрався до Бельгії, уклавши контракт з «Брюгге», у складі якого 1988 року виборов титул чемпіона Бельгії та двічі ставав володарем Суперкубка країни.
1988 року перейшов до льєзького «Стандарда», звідки навесні 1990 року попрямував в оренду до англійського «Ліверпуля», який за декілька місяців викупив контракт нападника за 1,13 млн фунтів стерлінгів. Відіграв за ліверпульців наступні три з половиною сезони. Основним гравцем команди не став, утім отримував регулярну ігрову практику і провів у її складі 66 ігор Прем'єр-ліги, в яких забив 14 голів. 1992 року став володарем Кубка Англії.
На початку 1994 року перейшов до команди «Тоттенгем Готспур», у складі якої відіграв ще три з половиною сезони у Прем'єр-лізі. Після завершення контракту з лондонським клубом влітку 1997 року на правах вільного агента приєднався до «Вотфорд», у складі якого провів по одному сезону у третьому і другому англійських дивізіонах, після чого 1999 року оголосив про завершення ігрової кар'єри.

## Виступи за збірну
1984 року дебютував в офіційних матчах у складі національної збірної Ізраїлю.
Загалом протягом кар'єри в національній команді, яка тривала 14 років, провів у її формі 60 матчів, забивши 11 голів.
| Дата       | Місто         | Господарі     | Результат | Гості         | Турнір            | Голи | Примітки |
| ---------- | ------------- | ------------- | --------- | ------------- | ----------------- | ---- | -------- |
| 19-12-1984 | Петах-Тіква   | Ізраїль       | 2 – 0     | Люксембург    | товариський матч  | -    | 46'      |
| 9-1-1985   | Тель-Авів     | Ізраїль       | 0 – 2     | Греція        | товариський матч  | -    | 46'      |
| 27-2-1985  | Рамат-Ган     | Ізраїль       | 0 – 0     | Ірландія      | товариський матч  | -    | 46'      |
| 3-9-1985   | Рамат-Ган     | Ізраїль       | 6 – 0     | Тайвань       | Відбір до ЧС 1986 | -    | 76'      |
| 8-9-1985   | Рамат-Ган     | Ізраїль       | 5 – 0     | Тайвань       | Відбір до ЧС 1986 | -    | 26'      |
| 8-10-1985  | Рамат-Ган     | Ізраїль       | 1 – 2     | Австралія     | Відбір до ЧС 1986 | -    | 50'      |
| 20-10-1985 | Мельбурн      | Австралія     | 1 – 1     | Ізраїль       | Відбір до ЧС 1986 | -    | 68'      |
| 26-10-1985 | Окленд        | Нова Зеландія | 3 – 1     | Ізраїль       | Відбір до ЧС 1986 | -    |          |
| 28-1-1986  | Рамат-Ган     | Ізраїль       | 0 – 1     | Шотландія     | товариський матч  | -    | 56'      |
| 26-2-1986  | Рамат-Ган     | Ізраїль       | 1 – 2     | Англія        | товариський матч  | -    | 62'      |
| 4-5-1986   | Рамат-Ган     | Ізраїль       | 2 – 7     | Аргентина     | товариський матч  | -    | 46'      |
| 19-5-1987  | Аарау         | Швейцарія     | 1 – 0     | Ізраїль       | товариський матч  | -    |          |
| 1-6-1987   | Рамат-Ган     | Ізраїль       | 0 – 4     | Бразилія      | товариський матч  | -    |          |
| 19-1-1988  | Рамат-Ган     | Ізраїль       | 2 – 3     | Бельгія       | товариський матч  | -    |          |
| 27-1-1988  | Рамат-Ган     | Ізраїль       | 1 – 1     | Франція       | товариський матч  | -    |          |
| 3-2-1988   | Хайфа         | Ізраїль       | 0 – 2     | Румунія       | товариський матч  | -    |          |
| 10-2-1988  | Хайфа         | Ізраїль       | 1 – 3     | Польща        | товариський матч  | 1    |          |
| 6-3-1988   | Мельбурн      | Австралія     | 2 – 0     | Ізраїль       | відбір на ОІ-1988 | -    |          |
| 9-3-1988   | Окленд        | Нова Зеландія | 0 – 2     | Ізраїль       | відбір на ОІ-1988 | -    | 88'      |
| 20-3-1988  | Крайстчерч    | Австралія     | 0 – 0     | Ізраїль       | відбір на ОІ-1988 | -    |          |
| 23-3-1988  | Окленд        | Тайвань       | 0 – 9     | Ізраїль       | відбір на ОІ-1988 | 1    |          |
| 27-3-1988  | Веллінгтон    | Нова Зеландія | 0 – 1     | Ізраїль       | відбір на ОІ-1988 | -    | 55'      |
| 4-1-1989   | Рамат-Ган     | Ізраїль       | 0 – 2     | Нідерланди    | товариський матч  | -    | 88'      |
| 8-2-1989   | Рамат-Ган     | Ізраїль       | 3 – 3     | Уельс         | товариський матч  | -    |          |
| 5-3-1989   | Тель-Авів     | Ізраїль       | 1 – 0     | Нова Зеландія | Відбір до ЧС 1990 | 1    |          |
| 19-3-1989  | Рамат-Ган     | Ізраїль       | 1 – 1     | Австралія     | Відбір до ЧС 1990 | -    |          |
| 9-4-1989   | Окленд        | Нова Зеландія | 2 – 2     | Ізраїль       | Відбір до ЧС 1990 | 1    | 89'      |
| 16-4-1989  | Сідней        | Австралія     | 0 – 0     | Ізраїль       | Відбір до ЧС 1990 | -    |          |
| 15-10-1989 | Барранкілья   | Колумбія      | 1 – 0     | Ізраїль       | Відбір до ЧС 1990 | -    |          |
| 30-10-1989 | Рамат-Ган     | Ізраїль       | 0 – 0     | Колумбія      | Відбір до ЧС 1990 | -    |          |
| 9-9-1992   | Мелець        | Польща        | 1 – 1     | Ізраїль       | товариський матч  | 1    |          |
| 28-10-1992 | Відень        | Австрія       | 5 – 2     | Ізраїль       | Відбір до ЧС 1994 | -    |          |
| 11-11-1992 | Рамат-Ган     | Ізраїль       | 1 – 3     | Швеція        | Відбір до ЧС 1994 | -    |          |
| 2-12-1992  | Рамат-Ган     | Ізраїль       | 0 – 2     | Болгарія      | Відбір до ЧС 1994 | -    |          |
| 17-2-1993  | Рамат-Ган     | Ізраїль       | 0 – 4     | Франція       | Відбір до ЧС 1994 | -    |          |
| 12-5-1993  | Софія (місто) | Болгарія      | 2 – 2     | Ізраїль       | Відбір до ЧС 1994 | 1    |          |
| 2-6-1993   | Стокгольм     | Швеція        | 5 – 0     | Ізраїль       | Відбір до ЧС 1994 | -    |          |
| 5-10-1993  | Лімасол       | Кіпр          | 2 – 2     | Ізраїль       | товариський матч  | -    |          |
| 13-10-1993 | Париж         | Франція       | 2 – 3     | Ізраїль       | Відбір до ЧС 1994 | -    |          |
| 27-10-1993 | Тель-Авів     | Ізраїль       | 1 – 1     | Австрія       | Відбір до ЧС 1994 | 1    |          |
| 10-11-1993 | Тель-Авів     | Ізраїль       | 1 – 3     | Фінляндія     | Відбір до ЧС 1994 | -    |          |
| 31-5-1994  | Рамат-Ган     | Ізраїль       | 0 – 3     | Аргентина     | товариський матч  | -    | 46'      |
| 17-8-1994  | Рамат-Ган     | Ізраїль       | 0 – 4     | Хорватія      | товариський матч  | -    | 72'      |
| 4-9-1994   | Рамат-Ган     | Ізраїль       | 2 – 1     | Польща        | Відбір до ЧЄ 1996 | -    | 89'      |
| 12-10-1994 | Рамат-Ган     | Ізраїль       | 2 – 2     | Словаччина    | Відбір до ЧЄ 1996 | -    |          |
| 16-11-1994 | Трабзон       | Азербайджан   | 0 – 2     | Ізраїль       | Відбір до ЧЄ 1996 | 1    |          |
| 29-11-1994 | Єрусалим      | Ізраїль       | 4 – 3     | Кіпр          | товариський матч  | 1    |          |
| 14-12-1994 | Рамат-Ган     | Ізраїль       | 1 – 1     | Румунія       | Відбір до ЧЄ 1996 | 1    |          |
| 29-3-1995  | Рамат-Ган     | Ізраїль       | 0 – 0     | Франція       | Відбір до ЧЄ 1996 | -    |          |
| 25-4-1995  | Забже         | Польща        | 4 – 3     | Ізраїль       | Відбір до ЧЄ 1996 | 1    | 77'      |
| 6-9-1995   | Кошиці        | Словаччина    | 1 – 0     | Ізраїль       | Відбір до ЧЄ 1996 | -    | 46'      |
| 11-10-1995 | Тель-Авів     | Ізраїль       | 2 – 0     | Азербайджан   | Відбір до ЧЄ 1996 | -    |          |
| 15-11-1995 | Кан           | Франція       | 2 – 0     | Ізраїль       | Відбір до ЧЄ 1996 | -    |          |
| 1-9-1996   | Рамат-Ган     | Ізраїль       | 2 – 1     | Болгарія      | Відбір до ЧС 1998 | -    | 83'      |
| 9-10-1996  | Рамат-Ган     | Ізраїль       | 1 – 1     | Росія         | Відбір до ЧС 1998 | -    | 78'      |
| 10-11-1996 | Лімасол       | Кіпр          | 2 – 0     | Ізраїль       | Відбір до ЧС 1998 | -    | 72'      |
| 26-2-1997  | Рамат-Ган     | Ізраїль       | 0 – 1     | Німеччина     | товариський матч  | -    |          |
| 12-3-1997  | Рамат-Ган     | Ізраїль       | 0 – 1     | Швеція        | товариський матч  | -    |          |
| 31-3-1997  | Люксембург    | Люксембург    | 0 – 3     | Ізраїль       | Відбір до ЧС 1998 | -    | 82'      |
| 8-6-1997   | Москва        | Росія         | 2 – 0     | Ізраїль       | Відбір до ЧС 1998 | -    | 46'      |
| Усього     |               | Матчів        | 60        |               | Голів             | 11   |          |

## Титули і досягнення
- Чемпіон Ізраїлю (2):

«Маккабі» (Хайфа): 1983-84, 1984-85
- Володар Суперкубка Ізраїлю (1):

«Маккабі» (Хайфа): 1985
- Чемпіон Бельгії (1):

«Брюгге»: 1987-88
- Володар Суперкубка Бельгії (2):

«Брюгге»: 1986, 1988
- Володар Кубка Англії з футболу (1):

«Ліверпуль»: 1991-92
- Володар Суперкубка Англії з футболу (1):

«Ліверпуль»: 1990